# Harry Wilson (rugbista)
Harry Wilson (Sídney, Australia, 17 de agosto de 2000) es un jugador profesional australiano de rugby que se desempeña en la posición de centro interior en New South Wales Waratahs, equipo perteneciente a la liga Súper Rugby.

## Carrera
En 2020, Wilson se unió al equipo Eastwood Rugby Club (2020-2021), después pasó a New South Wales Waratahs, donde lleva jugando dos temporadas.